# Каролина фон Шлотхейм
Каролина фон Шлотхайм (нем. Karoline von Schlotheim; 6 июля 1766, Кассель — 7 января 1847, Кассель) — немецкая дворянка, третья любовница курфюрста Гессенского Вильгельма I.

## Биография
Каролина родилась 6 июля 1766 года. Она была дочерью генерала Генриха Кристиана Вильгельма фон Шлотхайма и его жены Фридерики Мост фон Вильгельмсталь (ум. 1799). О её детстве данных нет.
В 1788 году она была похищена курфюрстом Гессена Вильгельмом I, против её воли. После похищения, он сделал Каролину своей любовницей, заменив предыдущую любовницу Розу Доротею Риттер. Вскоре Каролина сбежала к своим родителям, но родители вернули её курфюрсту, и позже она согласилась на отношения.
14 мая 1788 года Вильгельм пожаловал Каролине титул графини Шлотхейм, а в 1793 году курфюрст построил для неё замок Лёвенбург. Вильгельм обращался с Каролиной как со своей супругой, и она оказывала на него значительное влияние, в том числе политическое. В 1807 году она последовала за своим фактическим мужем в изгнание и жила с ним в Итцехо.
2 мая 1811 года Каролина получила титул графини Гессенштейн, который получили и все её дети от курфюрста.
После смерти мужа, она перебралась в Кассель. Там она умерла 7 января 1847 года.

## Потомство
- От отношений с курфюрстом у неё родилось 10 детей:
  - Вильгельм Фридрих фон Гессенштейн (23 июня 1789 — 26 апреля 1790), умер в младенчестве.
  - Вильгельм Карл фон Гессенштейн (19 мая 1790 — 22 марта 1867), 22 сентября 1820 года женился на Ангелике фон Остен-Сакен (1802—1852). У них родилась одна дочь:
    - Августа фон Гессенштейн (28 августа 1823 — 11 августа 1905), замужем не была. Детей не имела.

  - Фердинанд фон Гессенштейн (19 мая 1791 — 15 декабря 1794), умер в детстве.
  - Каролина Фридерика фон Гессенштейн (9 июня 1792 — 21 августа 1797), умерла в детстве.
  - Августа Вильгельмина фон Гессенштейн (22 августа 1793 — 1 июня 1795), умерла в младенчестве.
  - Людвиг Карл фон Гессенштейн (11 августа 1794 — 17 ноября 1857), 28 марта 1818 года женился на Августе фон Пюклер (1794—1861). Брак был бездетным, но по некоторым источникам, предположительно, у него был внебрачный сын Вильгельм 1826 года рождения.
  - Фридерика фон Гессенштейн (16 октября 1795 — 23 сентября 1855), 28 января 1824 года вышла замуж за Вильгельма фон Штойбера (1790—1845). У них родилось 3 детей:
    - Фердинанд фон Штойбер (15 мая 1825 — 15 октября 1896), женат не был. Детей не имел.
    - Агнесса фон Штойбер (ум. 11 апреля 1893), замужем не была. Детей не имела.
    - Ангелика фон Штойбер (25 мая 1828 — 24 августа 1866), 28 января 1849 года вышла замуж за Фридриха фон Амелюксена (1816—1864). У них родилось 4 детей.

  - Вильгельм Людвиг фон Гессенштейн (28 июля 1800 — 16 января 1836), был дважды женат. Имел 3 детей от обоих браков:
    - Артур фон Гессенштейн (15 марта 1829 — 16 февраля 1907), женат не был. Детей не имел.
    - Мориц фон Гессенштейн (22 июля 1832 — 19 июля 1895), 22 июня 1852 года женился на баронессе Мальвине Переньи (1834—1911). У них родилось 10 детей.
    - Вильгельм фон Гессенштейн (12 сентября 1833 — 15 сентября 1834), умер в младенчестве.

  - Фридрих Людвиг фон Гессенштейн (8 февраля 1803 — 8 сентября 1805), умер в детстве.
  - Каролина фон Гессенштейн (16 февраля 1804 — 18 марта 1891), 21 января 1822 года вышла замуж за Карла фон Штенглина (1791—1871). У них родилось 6 детей:
    - Вильгельм Филипп фон Штенглин (19 января 1823 — 1866/1868), женат не был. Детей не имел.
    - Карл Вольф фон Штенглин (29 ноября 1824 — 4 сентября 1827), умер в детстве.
    - Эмиль Вольф фон Штенглин (30 июля 1827 — 1 июля 1889), 13 мая 1870 года женился на Терезе Конваль (1834—1920). У них родилось 2 детей.
    - Каролина Луиза фон Штенглин (28 мая 1831 — 19 января 1832), умерла в младенчестве.
    - Освальд Вольф фон Штенглин (29 мая 1834 — 24 июля 1888), был дважды женат. Детей не имел.
    - Каролина Луиза фон Штенглин (28 сентября 1840 — 26 июня 1912), замужем не была. Детей не имела.

Также у неё было три мертворождённых ребёнка, которые родились в 1805, 1806 и 1807 годах соответственно.